# Heliosciurus gambianus
Heliosciurus gambianus — вид гризунів родини Sciuridae. Країни проживання: Ангола, Бенін, Буркіна-Фасо, Центральноафриканська Республіка, Чад, Демократична Республіка Конго, Берег Слонової Кістки, Еритрея, Ефіопія, Гамбія, Гана, Гвінея, Гвінея-Бісау, Кенія, Ліберія, Нігерія, Сенегал, Сьєрра-Леоне, Судан, Танзанія, Того, Уганда, Замбія. Його природне місце проживання — лісиста савана.

## Опис
Heliosciurus gambianus має довжину голови й тулуба від 170 до 240 мм і хвоста від 180 до 260 мм. Шерсть має різне забарвлення, але зазвичай сірувата з сивиною. Навколо ока є більш бліде сіре кільце, а горло та нижня частина тіла також бліді. Хвіст сміливо обрамлений чорно-білим кольором, приблизно чотирнадцять кілець.

## Поширення і середовище проживання
Вид зустрічається в тропічній Африці, її ареал простягається від Сенегалу та Гамбії до Ефіопії та Кенії. Окрема популяція є південніше в Анголі та Танзанії. Heliosciurus gambianus населяє лісисті савани та інші луки з розкиданими деревами, пересуваючись по гілках, але іноді спускаючись на землю. Також мешкає на плантаціях та інших культурних площах.

## Таксономія
Вид було вперше описано ірландським натуралістом Вільямом Огілбі в 1835 році як Sciurus gambianus. Пізніше вид був переведений до роду Heliosciurus. Ймовірно, це видовий комплекс із кількох описаних видів.

## Галерея

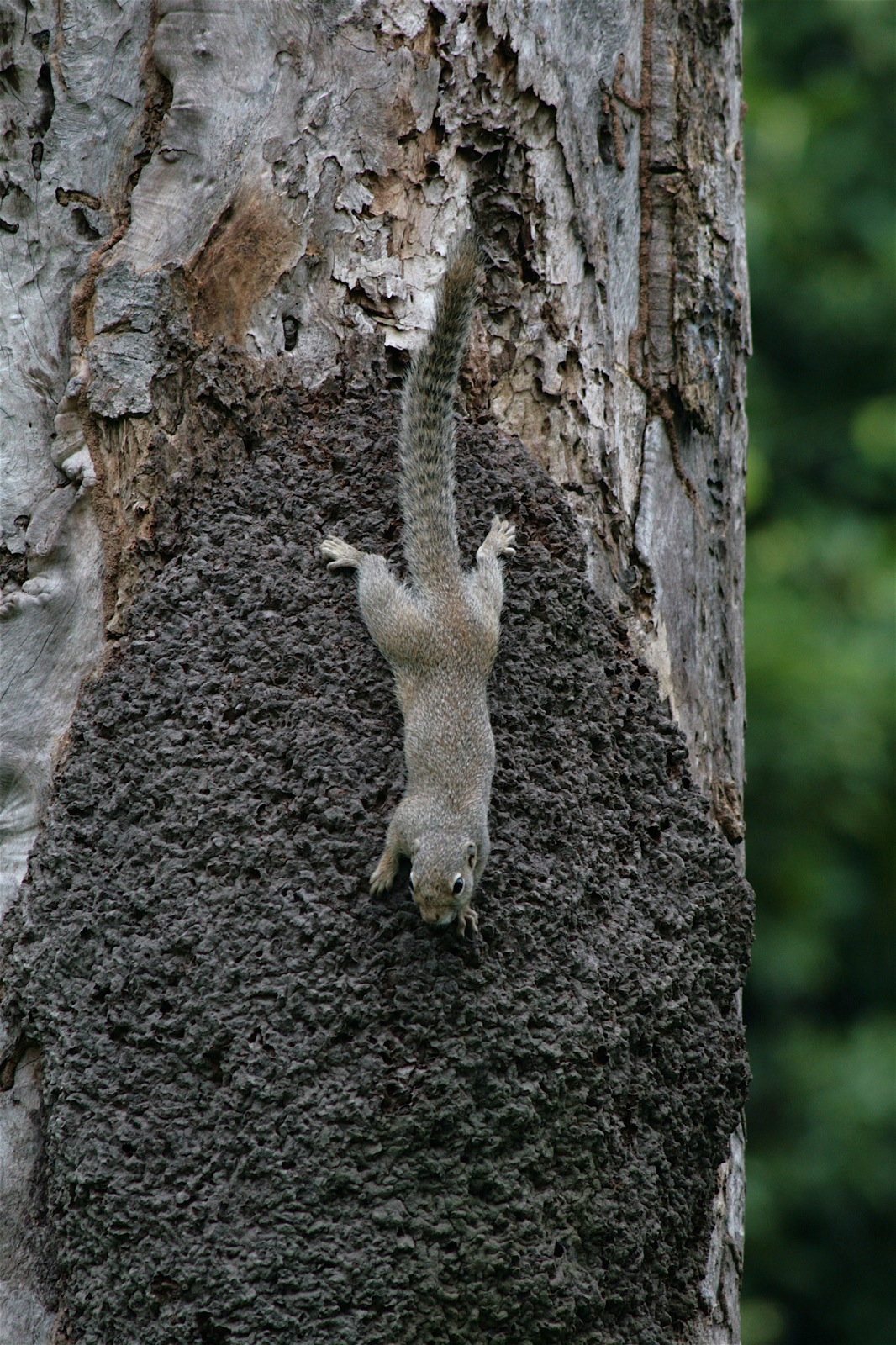
Вид у Гамбії
Ілюстрація
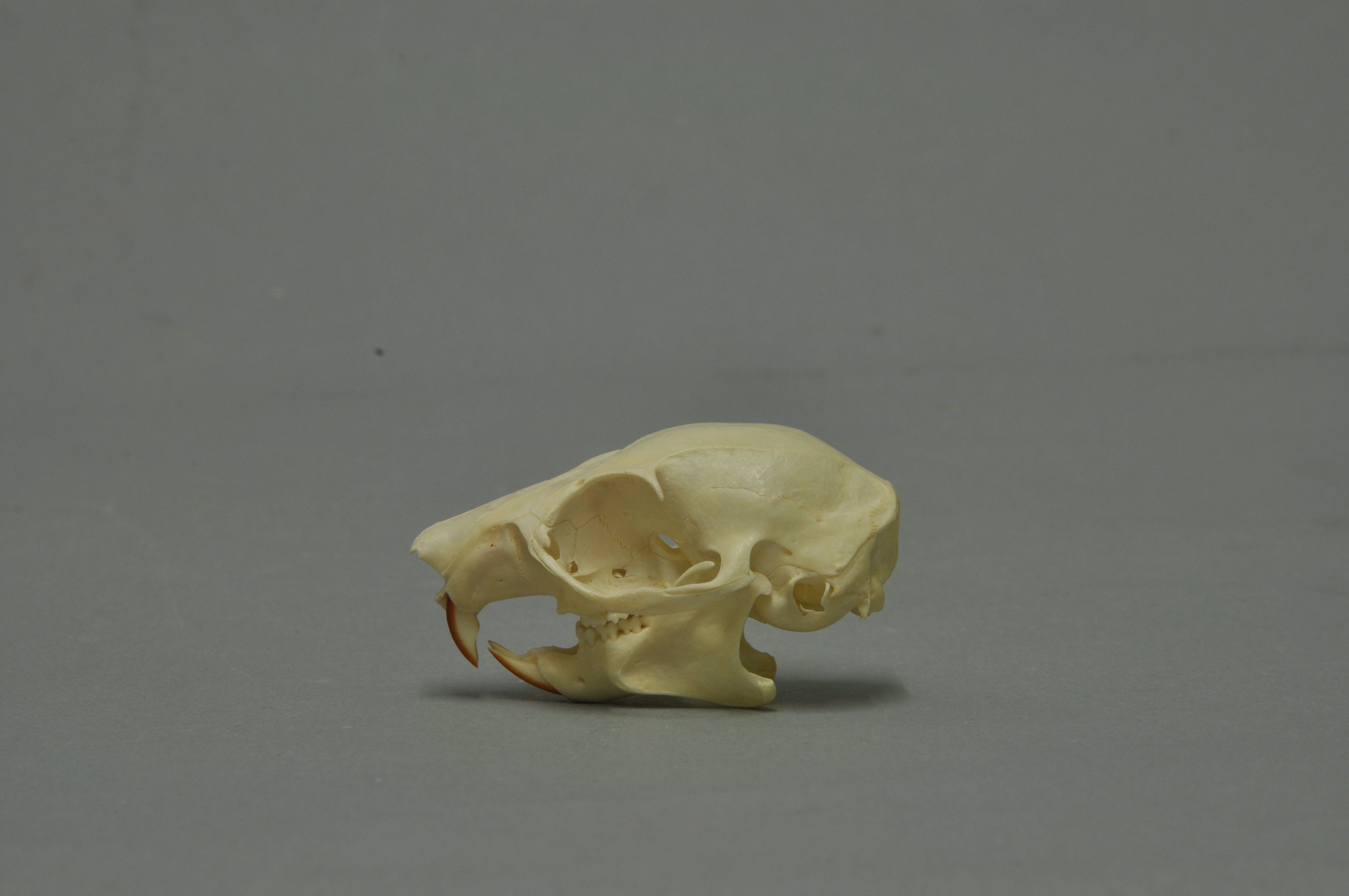
Череп